# Saura(s)
Saura(s) és una pel·lícula documental espanyola del 2017 dirigida per Félix Viscarret sobre el director de cinema Carlos Saura. És el segon lliurament de Cineastas contados, un projecte en el qual diversos directors joves s'aproximen als grans directors. Fou mostrada al Festival Internacional de Cinema de Sant Sebastià 2017.

## Sinopsi
La pel·lícula pretén ser un retrat cinematogràfic que mostri la part més íntima del reconegut director Carlos Saura a través de les converses del director Félix Viscarret amb el director i amb els seus set fills. Però com que a Saura no li agrada parlar del seu passat, ho fa a través de les seves pintures i fotografies.

## Crítiques
| «                                 | "Un pols entre el que a Viscarret i als fills els agradaria saber i el que Saura s'obstina sorneguerament, més que a ocultar, un pertinaç setge a la seva preciosa intimitat que acaba perfilant una figura misteriosa i fascinant. (...) Puntuació: ★★★★ (sobre 5)" | » |
| — Alberto Bermejo: Diari El Mundo | |   |

| «                                    | "El curiós d'aquest documental [és] el còmoda i fins a entranyable que resulta la incomoditat de Saura davant si mateix (...) i el molt que suggereix d'ell, dels seus i del secret de la seva obra. (...) Puntuació: ★★★ (sobre 5)" | » |
| — Oti Rodríguez Marchante: Diari ABC | |   |

| «                                | "Més que un retrat del Carlos Saura cineasta o fotògraf, es tracta d'un retrat de la persona i el seu entorn. (...) Puntuació: ★★★ (sobre 5)" | » |
| — Quim Casas: Diari El Periódico | |   |

## Nominacions
- Goya a la millor pel·lícula documental (2018)[8]
- Medalla del CEC al millor documental (2018)[9]
- Premis Cinematogràfics José María Forqué: millor documental.[10]